# Cedar Hill (Texas)
Cedar Hill ist eine Stadt im Dallas County im US-Bundesstaat Texas in den Vereinigten Staaten. Das U.S. Census Bureau hat bei der Volkszählung 2020 eine Einwohnerzahl von 49.148 ermittelt.

## Geographie
Die Stadt liegt am U.S. Highway 67 und der Atchison, Topeka and Santa Fe Railway im Südwesten des Countys, im mittleren Nordosten von Texas, ist im Norden etwa 100 Kilometer von Oklahoma entfernt und hat eine Gesamtfläche von 91,3 km².

## Geschichte
Die Stadt wurde um 1850 gegründet und das erste Postbüro öffnete 1852. 1856 zerstörte ein Tornado die meisten Gebäude und neun Menschen wurden dabei getötet. 1890 war die Bevölkerung auf 500 Personen angewachsen. 1897 wurde die Stadt in Cedarhill umbenannt, aber 1900 wurde die alte Schreibweise wieder aufgenommen.
Nach dem Umzug des Northwood Institute von Michigan nach Cedar Hill 1966 und der Inbetriebnahme des Trinkwasserreservoirs Joe Pool Lake 1989 wuchs die Bevölkerung rapide auf 19.988 im Jahr 1990 und in 2000 auf 32.093 Einwohner und 786 Gewerbebetriebe an.

## Demografische Daten
Nach der Volkszählung im Jahr 2000 lebten hier 32.093 Menschen in 10.748 Haushalten und 8.738 Familien. Die Bevölkerungsdichte betrug 352,5 Einwohner pro km². Ethnisch betrachtet setzte sich die Bevölkerung zusammen aus 56,67 % weißer Bevölkerung, 33,61 % Afroamerikanern, 0,50 % amerikanischen Ureinwohnern, 1,98 % Asiaten, 0,05 % Bewohnern aus dem pazifischen Inselraum und 4,87 % aus anderen ethnischen Gruppen. Etwa 2,32 % waren gemischter Abstammung und 11,91 % der Bevölkerung waren spanischer oder lateinamerikanischer Abstammung.
Von den 10.748 Haushalten hatten 49,5 % Kinder unter 18 Jahre, die im Haushalt lebten. 63,8 % davon waren verheiratete, zusammenlebende Paare. 14,4 % waren allein erziehende Mütter und 18,7 % waren keine Familien. 15,0 % aller Haushalte waren Singlehaushalte.
32,6 % der Bevölkerung waren unter 18 Jahre alt, 7,7 % von 18 bis 24, 35,8 % von 25 bis 44, 19,2 % von 45 bis 64, und 4,6 % die 65 Jahre oder älter waren. Das Durchschnittsalter war 32 Jahre. Auf 100 weibliche Personen aller Altersgruppen kamen 91,2 männliche Personen. Auf 100 Frauen im Alter von 18 Jahren und darüber kamen 86,8 Männer.

Das jährliche Durchschnittseinkommen eines Haushalts betrug 60.136 USD, das Durchschnittseinkommen einer Familie 63.416 USD. Männer hatten ein Durchschnittseinkommen von 41.360 USD gegenüber den Frauen mit 32.207 USD. Das Prokopfeinkommen betrug 23.389 USD. 5,5 % der Bevölkerung und 4,2 % der Familien lebten unterhalb der Armutsgrenze. Davon waren 7,7 % Kinder und Jugendliche unter 18 Jahren und 6,5 % waren 65 oder älter.